# Cléo Pires
Cléo Pires Ayrosa Galvão (Río de Janeiro, 2 de octubre de 1982) es una actriz brasileña hija de la actriz Glória Pires y el cantante y compositor Fábio Júnior. Cléo Pires es también media hermana del actor y cantautor Filipe Galvão.

## Carrera
Primero se hizo famosa por sus papeles en la película "Benjamim" en 2003, y en 2005 por la telenovela "América". Cléo Pires fue galardonada como mejor actriz en la edición de 2003 del Festival Internacional de Cine de Río de Janeiro por su papel en Benjamim.
Cléo Pires también fue portada de la edición brasileña de Playboy en agosto de 2010, tratándose esta de una edición especial que celebraba el 35 aniversario de la revista en Brasil.

## Filmografía

### Cine
| Año  | Proyecto                | Rol                           | Notas                     |
| ---- | ----------------------- | ----------------------------- | ------------------------- |
| 2003 | Benjamim                | Ariela Masé / Castana Beatriz |                           |
| 2008 | Meu Nome Não É Johnny   | Sofia                         |                           |
| 2009 | Lula, o filho do Brasil | Lourdes                       |                           |
| 2011 | Qualquer Gato Vira-Lata | Tatiana / Linda               |                           |
| 2013 | Time and the Wind       | Ana Terra                     |                           |
| 2014 | Rio, I Love You         | Clara y Fernanda              | segment "Inútil Paisagem" |
| 2015 | Operações Especiais     | Francis                       |                           |
| 2016 | Mais Forte que o Mundo  | Viviane                       | hijo                      |

### Televisión
| Año     | Título                       | Personaje                                      |
| ------- | ---------------------------- | ---------------------------------------------- |
| 1994    | Memorial de Maria Moura      | Maria Moura (joven)                            |
| 2005    | América                      | Lurdinha ganó Prêmios Nick por Actriz del Año. |
| 2005    | Clara e o Chuveiro do Tempo  | Cleópatra                                      |
| 2006    | Cobras & Lagartos            | Letícia Pacheco                                |
| 2008    | Ciranda de Pedra             | Margarida Carmelo                              |
| 2009    | India, una historia de amor  | Surya Ananda                                   |
| 2010    | Río del destino              | Estela Rangel (Estrela Karuê)                  |
| 2012    | La guerrera                  | Bianca                                         |
| 2012    | As Brasileiras               | Ana                                            |
| 2014    | O Caçador                    | Kátia                                          |
| 2014    | A Mulher da Sua Vida         |                                                |
| 2016    | Haja Coração                 | Tamara                                         |
| 2016    | Supermax                     | Sabrina Toledo                                 |
| 2017    | Aldo: Mais Forte que o Mundo | Viviane (Vivi)                                 |
| 2018-19 | O Tempo Não Para             | Betina                                         |

## Premios y nominaciones
- Mejor Actriz en la edición de 2003 del Festival de Río por Benjamim
- Mejor Actriz Promesa en la edición de 2005 del Prêmio Adoro Cinema Brasileiro